# Hashomer

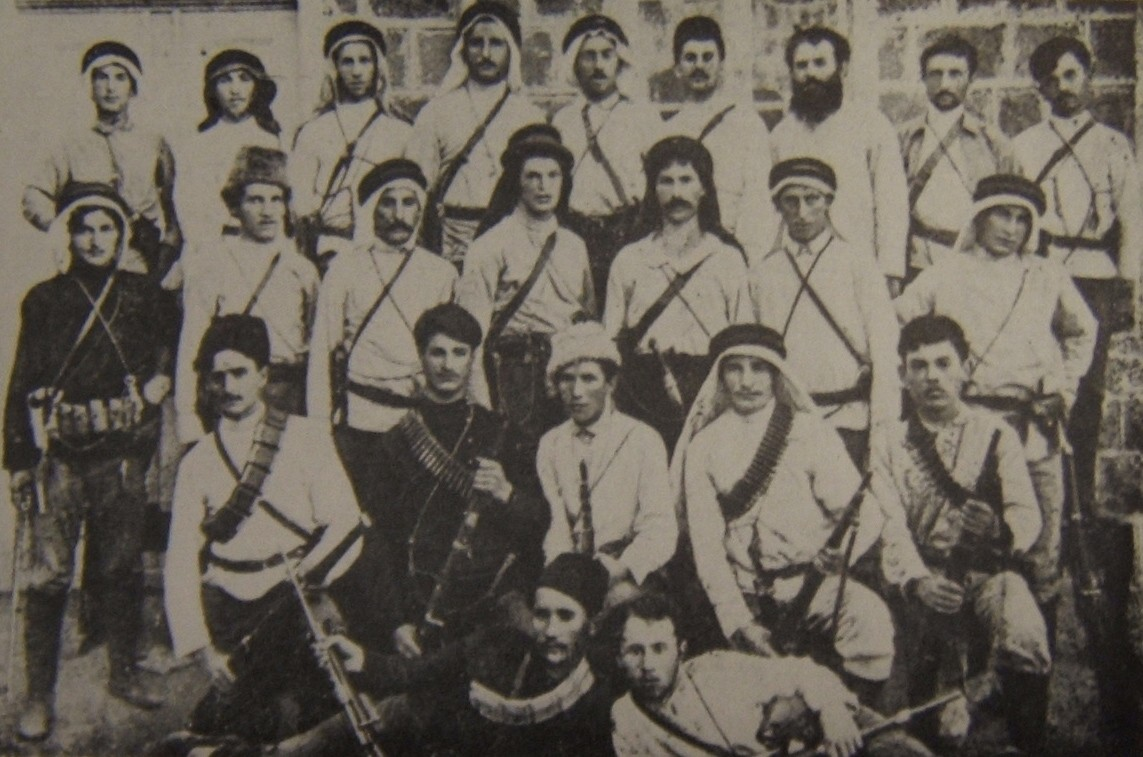
Leden van Hashomer, sommigen dragen keffiyeh en agaal (1909).

Hashomer (Hebreeuws: השומר, De Wachter) was een socialistische zionistische militie in Palestina, die in april 1909 voortkwam uit de in 1907 opgerichte geheime groep bewakers Bar-Giora. Veel leden waren lid van de marxistische Poale Zion. Toen in 1920 de Hagana werd opgericht hield Hashomer op te bestaan.
Doel was het bewaken van de Joodse nederzettingen in Palestina en hen onafhankelijk te maken van buitenlandse consulaten en van Palestijns-Arabische bewakers. 
Aan het hoofd stond een driemanschap: Israel Shochat, Israel Giladi en Mendel Portugali
Enige tijd daarvoor was de Zionistische Wereldorganisatie, via haar kantoor in Palestina, begonnen gronden aan te kopen van grootgrondbezitters die vaak ver weg in de grote steden (bv. Beiroet) woonden. Pachtovereenkomsten met de doorgaans kleine Palestijnse boeren werden daarna opgezegd. De idee daarachter was "Joodse arbeid op Joods land". Het zionisme wilde een samenleving opbouwen in Palestina van zelfbewuste Joden, die op elk terrein hun mannetje stonden.

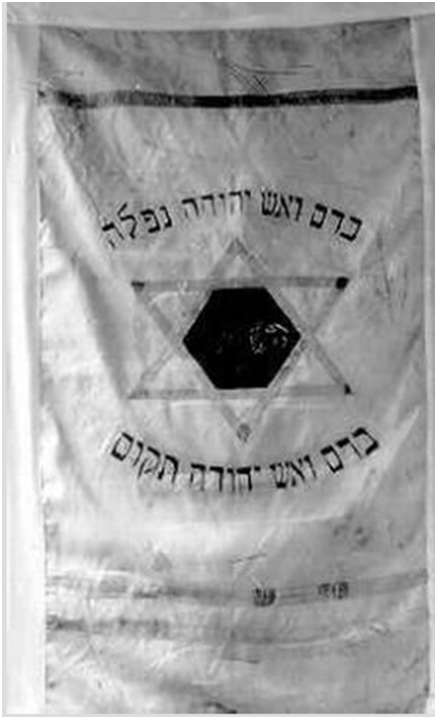
Vlag van Hashomer met bovenschrift: 'In bloed en vuur is Judea ten onder gegaan' en onderschrift: 'In bloed en vuur zal Judea opstaan'.

De eerste groepen Joodse immigranten kwamen doorgaans uit Wit-Rusland, met zijn traditie van antisemitisme en pogroms.
Hashomer was er om Joodse nederzettingen te verdedigen tegen Arabische aanvallen. Het kwam ook voor dat hun hulp nodig was om pachtboeren van het land te zetten. Zeker als deze hun grond lange tijd bewerkt hadden wilden zij niet zomaar weggaan. Ook zorgde zij - na Arabische aanvallen/verzet - voor represailles.
Een voorbeeld van zo’n pachtstop voor Palestijnen is Marj Ibn Amr. Hier werden door de Sursuk-familie in 1911 landerijen verkocht. In een klap kwamen 1746 gezinnen van Arabische pachtboeren en dagloners zonder land te zitten en raakten brodeloos. Wel kregen de boeren een kleine schadevergoeding "van een half pond".
Dit zette veel kwaad bloed. Temeer daar het de Palestijnen ging dagen dat dit proces van overname in de toekomst almaar verder zou gaan.
Een bijzonder voorbeeld van de eerste leden van de militie was een vrouw Manya Wilbushewitz, een aparte verschijning op haar paard en in Arabisch gewaad. Zij kwam uit Rusland, waar zij in de ban geraakt was van het communisme. Ze was naar Palestina gekomen om een landbouwcommune te beginnen. Wilbushewitz trouwde met een van de leiders van Hashomer, Israel Shochat en kan de moeder van de kibboets-beweging worden genoemd.
De strijdkreet van Bar Giora was: "In bloed en vuur: Judea zal weer opstaan!" De Shochats, Jitzhak Ben Zvi waren leden en ook David Grün, later David Ben-Gurion.
In tegenstelling tot Hashomer, dat heel Galilea als werkterrein had en dat hun strijdkreet overnam, bewaakte Bar Giora maar enkele communes: de Sejera-commune (nu kibboets Hanit ) en Mesha (nu de kibboets Kfar Tavor).
Vanwege de Eerste Wereldoorlog (1914–1918) werden vele Russische leden door de Ottomaanse autoriteiten verbannen. Yosef Lishanski (NILI-groep) werd gevangen genomen en gemarteld. Hij sloeg door en gaf de namen van 12 Hashomer-leden. Toch kon de groep doorgaan.
Toen de militie in 1920 werd opgeheven gingen veel leden of naar het Joods Legioen (om als onderdeel van het Britse leger tegen de Ottomanen te vechten) of naar de bereden politie. Zij waren betrokken bij de verdediging van Tel Hai en Tel Aviv en Jaffa tijdens de onlusten in de periode 1920-1921.